# Petra Erler
Petra Erler (* 3. Mai 1958 in Thüringen) ist eine ehemalige Politikerin der einzigen demokratisch gewählten Regierung der DDR. Nach der Wende war sie parteilose Staatssekretärin im Amt des Ministerpräsidenten der DDR in der Regierung de Maizière.

## Leben
Erler studierte ab 1976 in Ost-Berlin Wirtschaftswissenschaften mit dem Schwerpunkt Außenhandel und arbeitete anschließend in einem Außenhandelsbetrieb der DDR. Im Jahr 1984 wurde sie wissenschaftliche Assistentin am Institut für Internationale Beziehungen der Akademie für Staats- und Rechtswissenschaft der DDR (ASR) in Potsdam, wo sie 1987 promoviert wurde.
Nach der Volkskammerwahl am 18. März 1990 war sie zunächst als Beraterin des DDR-Außenministers Markus Meckel und Mitglied des Planungsstabes tätig. Im Juni 1990 wurde Erler zur Staatssekretärin berufen und leitete im Amt des Ministerpräsidenten das Referat für Europafragen. Außerdem war sie Leiterin der interministeriellen Arbeitsgruppe „Europäische Gemeinschaft“. Nach der Deutschen Einheit arbeitete sie als Assistentin für einen Bundestagsabgeordneten, bevor sie zur Leiterin des Referats für Europapolitik an der Vertretung des Landes Brandenburg beim Bund ernannt wurde. Ab 1999 beriet Petra Erler den EU-Kommissar Günter Verheugen, der damals für die Erweiterung der Europäischen Union zuständig war. Ihre Berufung zur Kabinettschefin Verheugens geriet in die Schlagzeilen, als bekannt wurde, dass Verheugen und Erler eine Beziehung hatten.
Gemeinsam mit Verheugen betreibt Erler heute eine Strategieberatungsfirma für Führungskräfte und Politiker.

## Russlands Angriffskrieg gegen die Ukraine
Im Februar 2023 war Erler Erstunterzeichnerin einer von Sahra Wagenknecht und Alice Schwarzer initiierten Petition, die eine weitere Eskalation der militärischen Unterstützung der Ukraine im Zuge des russischen Überfalls auf die Ukraine ablehnt und eine verhandlungspolitische Lösung fordert.

## Veröffentlichungen
- Günter Verheugen und Petra Erler: Der lange Weg zum Krieg: Russland, die Ukraine und der Westen – Eskalation statt Entspannung. Heyne, München 2024, ISBN 978-3-453-21883-3.